# Synagoga v Novém Strašecí
Synagoga v Novém Strašecí je bývalý židovský templ postavený v roce 1858 na místě starší synagogy z 1. poloviny 19. století, jež nahradila ještě starší modlitebnu.

## Poloha a popis

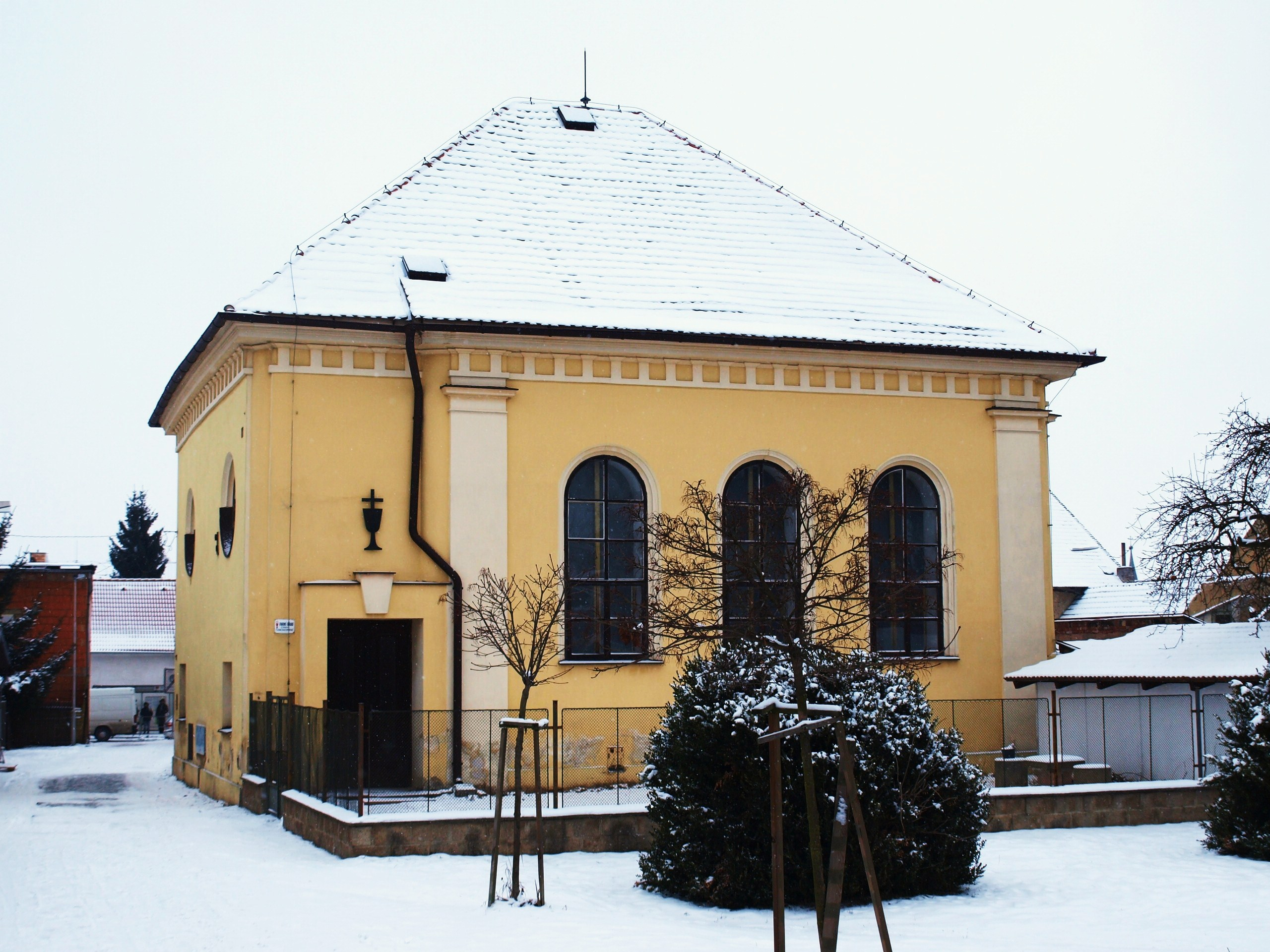
Novostrašecká synagoga v zimě

Nachází se na jihozápadním okraji bývalé židovské čtvrti, asi 150 metrů jihozápadně od Komenského náměstí, v severní části ulice Aloise Jiráska jako č.p. 432.
Pozdně klasicistní budova měla prostorný, vysoký sál a galerii pro ženy. V roce 1933 prošla rekonstrukcí. Náboženským účelům pak sloužila až do nacistické okupace.  Od roku 1950 slouží k bohoslužebným účelům Církve československé husitské.
Židovská komunita v Novém Strašecí přestala existovat v roce 1940.